# Suffolk
Il Suffolk (pronuncia [sʌfək]) è una contea dell'Inghilterra orientale, nella regione dell'East Anglia. 
Il capoluogo è Ipswich.

## Geografia fisica
Il territorio è pianeggiante e parzialmente collinare, con alternanza di zone umide e terreni coltivabili.
Confina a nord con il Norfolk, a ovest con il Cambridgeshire e a sud con l'Essex. È bagnato dal Mare del Nord.

## Suddivisioni
|  | 1. Ipswich 2. Suffolk Coastal 3. Waveney 4. Mid Suffolk 5. Babergh 6. St Edmundsbury 7. Forest Heath |

## Storia
Storicamente il Suffolk era parte del Regno dell'Anglia orientale, fondato dagli Angli nel V secolo.
Nel 1974 è stato diviso in cinque distretti amministrativi: Suffolk Coastal (capoluogo Woodbridge), West Suffolk (Bury St Edmunds), Babergh (Hadleigh), Forest Heath and Mid Suffolk (Needham Market). A questi si aggiungono Waveney, la cui sede è Lowestoft e il Borough of Ipswich, organo amministrativo di Ipswich.

## Economia
Andamento del Gross Value Added (Prodotto interno lordo - tasse sui prodotti + sussidi ai prodotti) regionale in milioni di sterline, fonte Office for National Statistics Archiviato il 22 agosto 2006 in Internet Archive.
| Anno | GVA regionale | Agricoltura | Industria | Terziario |
| ---- | ------------- | ----------- | --------- | --------- |
| 1995 | 7 113         | 391         | 2 449     | 4 273     |
| 2000 | 8 096         | 259         | 2 589     | 5 248     |
| 2003 | 9 456         | 270         | 2 602     | 6 583     |

## Società

### Evoluzione demografica
Il censimento del 2001 ha registrato una popolazione di 668 548 abitanti. Rispetto al 1981 è stata osservata una crescita del 13%, che ha raggiunto il 25% nel distretto di Mid Suffolk. Le cause dell'aumento demografico sono da ricercare prevalentemente nell'immigrazione. La percentuale di popolazione nella fascia 15-19 anni è inferiore alla media nazionale, al contrario di quanto avviene per la popolazione al di sopra dei 65 anni.

## Località
Aldeburgh, Bury St Edmunds, Felixstowe, Framlingham, Ipswich, Lakenheath, Lowestoft, Needham Market, Newmarket, Saxmundham, Stowmarket, Stradbroke, Sudbury, Woodbridge.